# الامور
الامور (به اسپانیایی: Alamor) یک منطقهٔ مسکونی در اکوادور است که در استان Loja واقع شده‌است.

## خصوصیات
الامور ۳٬۷۶۹ نفر جمعیت دارد.